# Pseudopoda tinjura
Pseudopoda tinjura là một loài nhện trong họ Sparassidae.
Loài này thuộc chi Pseudopoda. Pseudopoda tinjura được Peter Jäger miêu tả năm 2001.